# Lompirt, Sălaj
Lompirt este un sat în comuna Șărmășag din județul Sălaj, Transilvania, România.

## Istorie
Prima mentiune dateaza din 1321. Zona a fost pustiita din cauza războaielor până în jurul anului 1722 când a fost repopulat. Biserica reformată din Lompirt a fost construită în 1777.
Bunicii săi, Ady Dániel și Visky Julianna, fiind din Lompirt, Endre Ady a vizitat de multe ori satul și are un bust lângă biserică, iar școala poartă numele său.
Potrivit Șemantismului din 1884, cantor la Biserica greco-catolică din Lompirt era Jeremias Campianu.
În 1897, "Vasile Criste, preotul S. Giurtelecului și al Lompertului" a publicat "Predice pentru dominecile de preste anu compuse și elucrate dupa Catechismul lui Deharbe". Potrivit Schiței monografice a Sălagiului din anul 1908, "Lompirt (ung. Lompért, pretura Șimleu) este sat unguresc. Suflete românești sunt 244, toate de religiunea gr. cat. și aparțin parochiei Giurtelecu–Șimleului. Biserica nu se știe la care an sʼa edificat. Matriculele sunt dela 1823. Copii la școală sunt 26, dar învǎțǎtor nu este și astfel copiii români cercetează școala ungurească."
Potrivit Șemantismului din 1934, "FILIE LOMPIRT: Cantor: Gheorghe Opriș, Curator: Zaharie Secrenes, Biserică de piatră, zidită la 1824. Hramul: Sf. Arhangheli. Distanță de la matre: 7km. Numărul sufletelor: 232". Filia Lompirt aparținea de parohia greco-catolică Giurtelecu Șimleului.

## Imagini

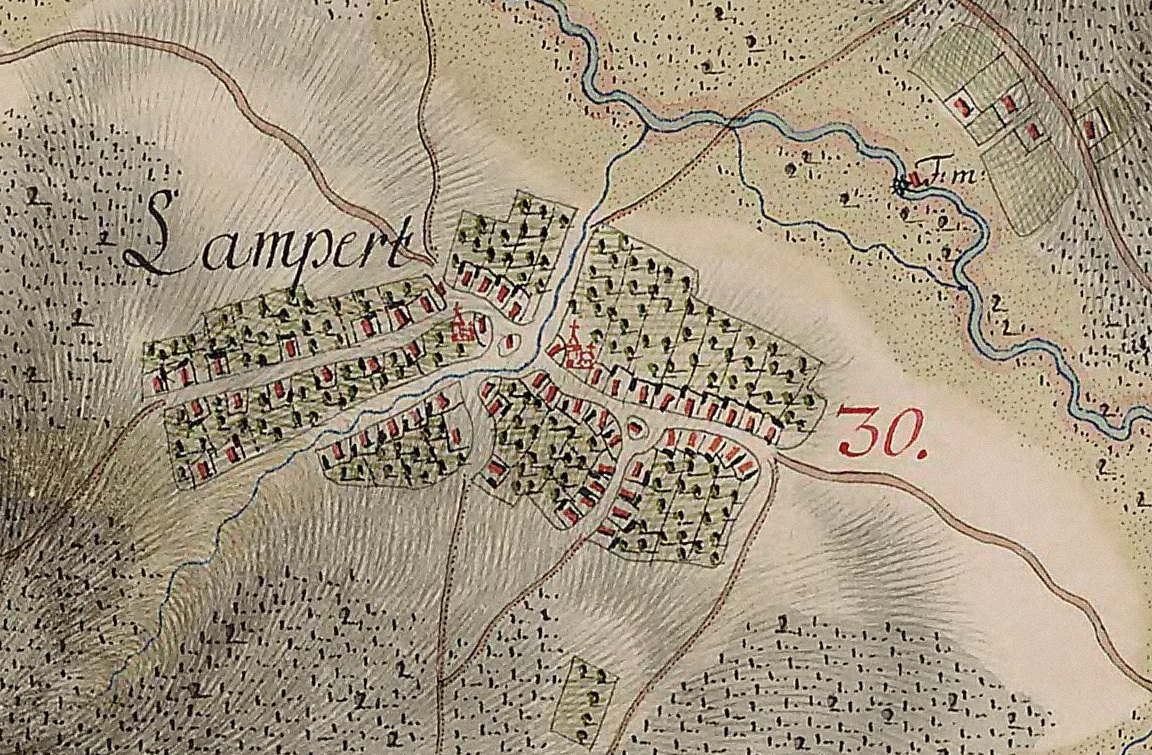
Lompirt în sec. XVIII. În dreapta este biserica reformată iar în stânga cea românească (care aparținea de parohia Giurtelecu)
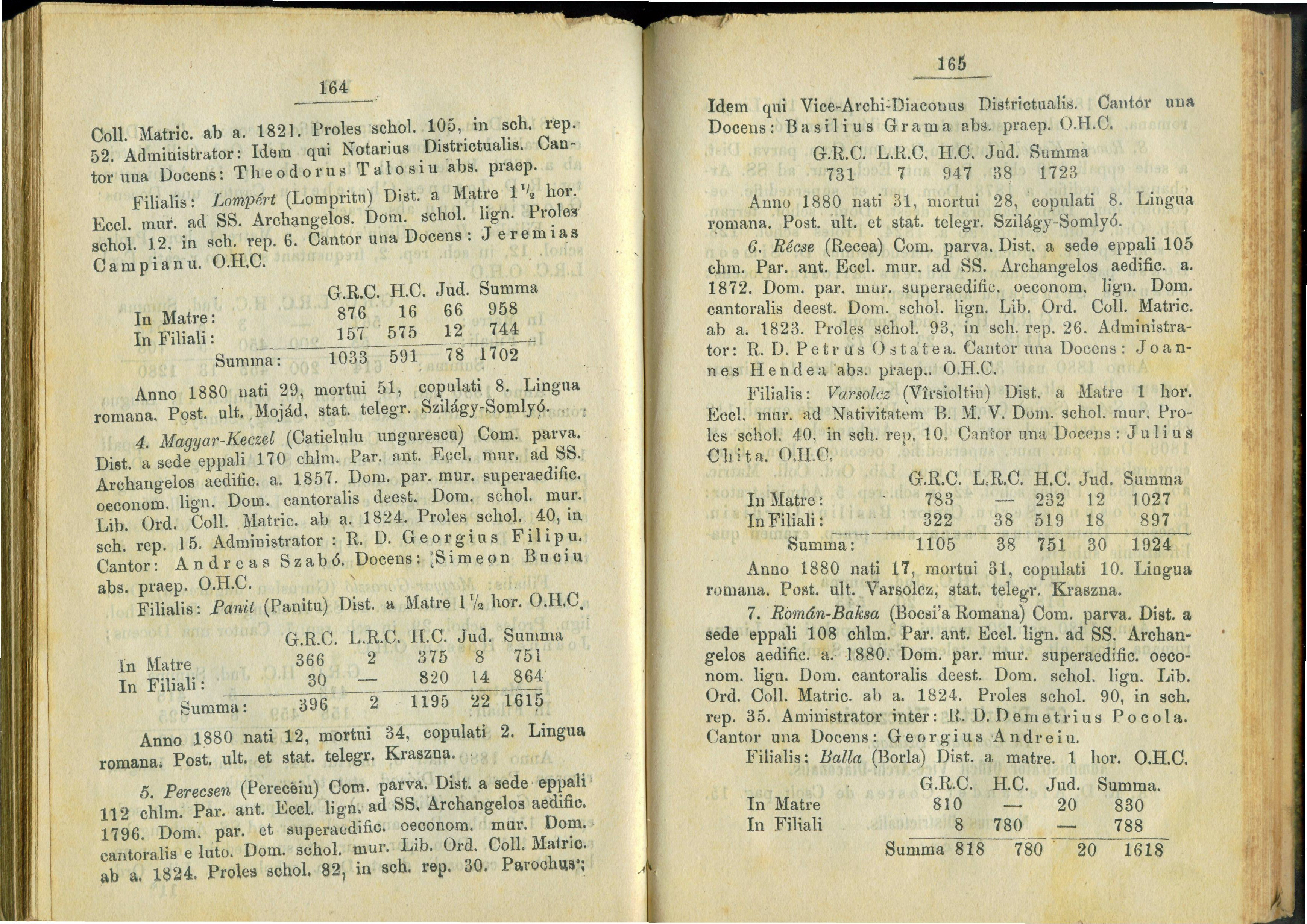
Lompirt in 1882
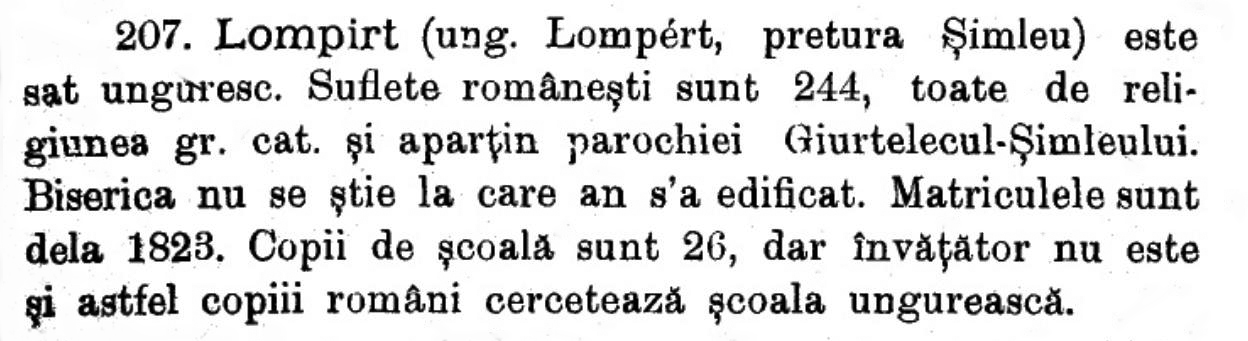
Lompirt in 1908, în Schiţa monografică a Sălagiului
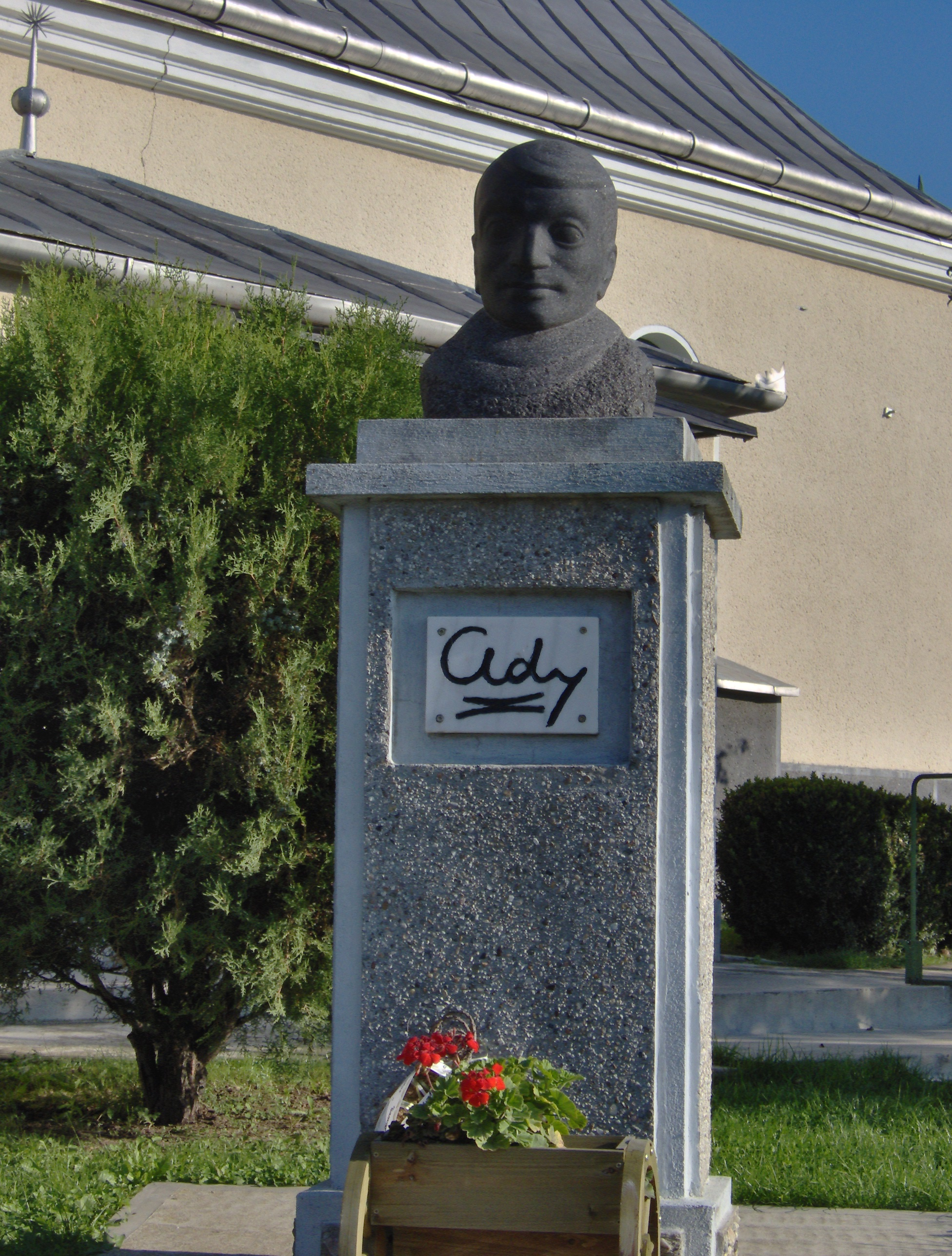
Bustul lui Ady de lângă Biserica reformată din Lompirt
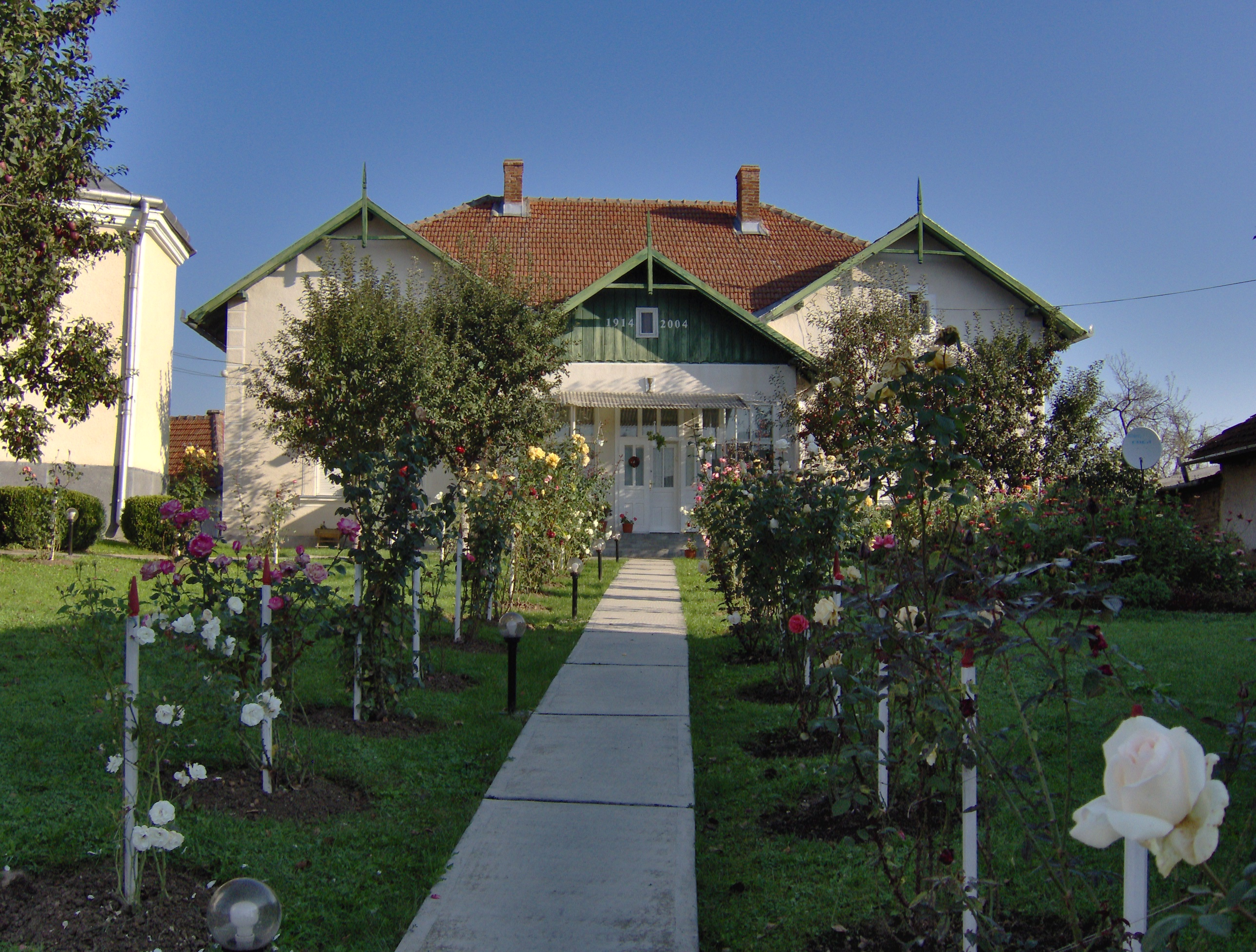
Casa parohială a Bisericii reformate
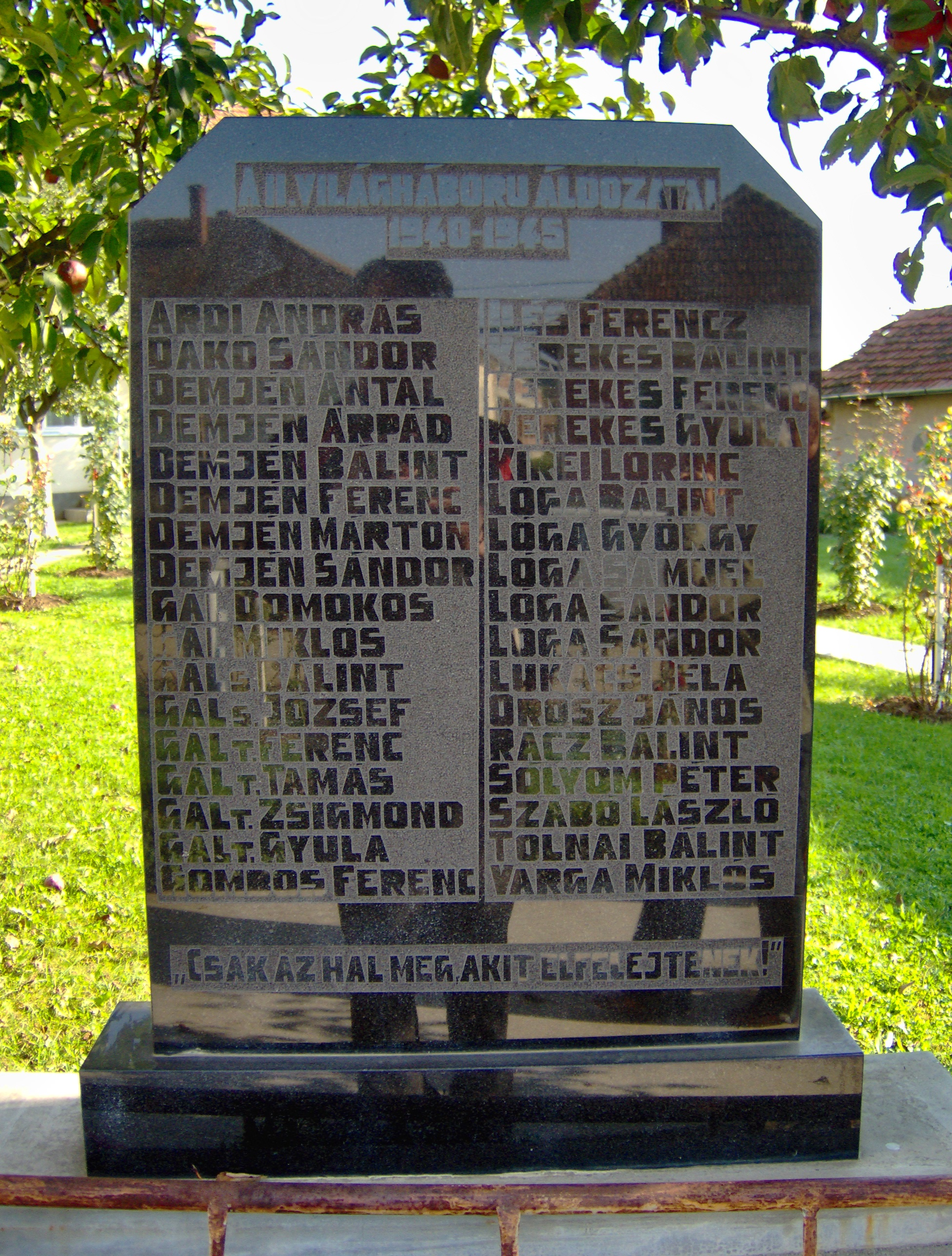
Memorialul victimelor războiului 1940-1945